# Hornbach (Birkenau)
Hornbach, vor der Gebietsreform in Hessen postalisch als Hornbach (Bergstraße) bekannt, ist ein Ortsteil von Birkenau im südhessischen Landkreis Bergstraße. Das Ortsbild des Straßendorfs ist durch zahlreiche Fachwerk-Bauernhöfe geprägt, die zum Teil noch aus dem 16. und 17. Jahrhundert stammen.

## Geographie
Das drei Kilometer lange Straßendorf Hornbach liegt im westlichen Odenwald in einem linken östlichen Seitental der Weschnitz auf 190 m ü. NHN im Osten des Gemeindegebiets, ca. 10 km südöstlich von Heppenheim und 1,2 km östlich der Gemeindeverwaltung in Birkenau. Das Gebiet des Ortsteils besteht aus der Gemarkung Hornbach mit einer Fläche von 251 Hektar, davon sind 92 Hektar Wald. Die Ortslage befindet sich auf 168 bis 247 m ü. NHN und der höchste Punkt der Gemarkung liegt bei etwa 412 Meter am Südrad der Gemarkung. Am südlichen Ortsrand fließt der Hornbach, der in der Kerngemeinde Birkenau in die Weschnitz mündet.
An den Ortsteil Hornbach grenzen, von Norden beginnend, im Uhrzeigersinn, die Orte Birkenau-Reisen, im Osten die Gemeinde Mörlenbach mit dem Ortsteil Ober-Mumbach, im Süden Birkenau-Löhrbach und -Kallstadt. Durch den Ort verläuft die Kreisstraße 13, die in der Kerngemeinde von der Landesstraße 3408 nach Osten abzweigt und in Hornbach endet.

## Geschichte

### Überblick
Hornbach wurde erstmals 1366 als Hornbach oberhalb Birkenau erwähnt, als Pfalzgraf Ruprecht I. den Ritter Horbach, aus dem Hause Erlikeim mit dem Dorf belehnt.
Während der Reformation wurde der Ort vorwiegend evangelisch und eine Filiale der lutherischen Pfarrei Birkenfeld. Am Ende des Dreißigjährigen Kriegs (1648) dürfte der Ort wie Birkenfeld fast menschenleer gewesen sein.
Nach dem verheerenden Krieg betrieb die Kurpfalz auf ihrem Gebiet eine durch religiöse Toleranz geprägte Wiederansiedlungspolitik. Doch die in der unruhigen Folgezeit ausbrechenden Kriege wie der Pfälzische Erbfolgekrieg (1688–1697) und der Spanische Erbfolgekrieg (1701–1714) machten viele der Bemühungen wieder zunichte und Zehntausende Pfälzer emigrierten u. a. nach Nordamerika und Preußen.
Unter pfälzer Herrschaft gehörte Hornbach bis 1803 zum Oberamt Lindenfels und kam dann infolge des Reichsdeputationshauptschlusses, der die Auflösung der Kurpfalz verfügte, nach Hessen. Dort wurde er ab 1821 durch den Landratsbezirk Lindenfels verwaltet, wobei die Bürgermeisterei in Ober-Mumbach und danach in Reisen für die Verwaltung von Hornbach zuständig war. Später erhielt Hornbach eine eigene Bürgermeisterei.
Über mehrere Verwaltungsreformen in Hessen gehörte der Ort zu den Kreisen Lindenfels und Heppenheim, bevor er 1938 zum heutigen Landkreis Bergstraße kam. Im Zuge der Gebietsreform in Hessen schloss sich die Gemeinde am 31. Dezember 1970 ebenso wie die Nachbargemeinde Reisen freiwillig der Gemeinde Birkenau an.

### Von den Anfängen bis zum 18. Jahrhundert
Hornbach entstand im Gebiet der ehemaligen Mark Heppenheim die ein Verwaltungsbezirk des Frankenreichs bezeichnete. Am 20. Januar 773 schenkte Karl der Große die Stadt Heppenheim nebst dem zugehörigen Bezirk, der ausgedehnten Mark Heppenheim, dem Reichskloster Lorsch. Von hier wurde die Urbarmachung und Besiedlung des Gebietes betrieben. Der Blütezeit des Klosters Lorsch, in dessen Gebiet Hornbach lag, folgte im 11. und 12. Jahrhundert sein Niedergang. 1232 wurde Lorsch dem Erzbistum Mainz unterstellt. Nach langen Streitigkeiten konnten sich die Kurpfalz und das Erzbistum Mainz Anfang des 14. Jahrhunderts über das Erbe aus dem Lorscher Abtei einigen und die pfälzer Teile wurden durch die Amtsvogtei Lindenfels verwaltet.
Die früheste bekannte Erwähnung von Hornbach erfolgte 1366 als Hornbach oberhalb Birkenau, in einem Lehnsbrief des Pfalzgrafen Rubrecht I.  Danach sind mehrere Lehensbriefe und die Genehmigung von Wittum der Pfälzer Kurfürsten auf den Ort erhalten.
Das Dorf war anfänglich ein Besitz der Herren von Strahlenberg. Die Vogtei über den Ort besaß bis 1700 die Familie Erlikeim, bevor sie den Freiherren von Hundheim zufiel.
In den Anfängen der Reformation sympathisierten die pfälzischen Herrscher offen mit dem lutherischen Glauben, aber erst unter Ottheinrich (Kurfürst von 1556 bis 1559) erfolgte der offizielle Übergang zur lutherischen Lehre. Danach wechselten seine Nachfolger und gezwungenermaßen auch die Bevölkerung mehrfach zwischen der lutherischen, reformierten und calvinistischen Religion.
Am Ende des Dreißigjährigen Kriegs (1648) dürfte der Ort wie viele Gebiete der Kurpfalz fast menschenleer gewesen sein.
Nach dem verheerenden Krieg betrieb die Kurpfalz auf ihrem Gebiet eine durch religiöse Toleranz geprägte Wiederansiedlungspolitik. Doch die in der unruhigen Folgezeit ausbrechenden Kriege wie der Pfälzische Erbfolgekrieg (1688–1697) und der Spanische Erbfolgekrieg (1701–1714) machte viele der Bemühungen wieder zunichte und Zehntausende Pfälzer emigrierten u. a. nach Nordamerika und Preußen.
Auch in religiöser Hinsicht war die Zeit nach dem Dreißigjährigen Krieg von großer Unruhe geprägt. 1685 starb die reformierte Linie Pfalz-Simmern aus und die katholischen Vettern der Linie Pfalz-Neuburg traten mit Kurfürst Philipp Wilhelm die Regierung in der Kurpfalz an. Dieser ordnete die Gleichstellung des katholischen Glaubens, in der mehrheitlich evangelischen bevölkerten Pfalz, an. Schon während des Pfälzischen Erbfolgekriegs hatte Frankreich versucht, in den eroberten Gebieten die Gegenreformation voranzutreiben, und etliche katholische Pfarreien gegründet. Der Krieg endete 1697 mit dem Frieden von Rijswijk, der die Stellung des zu diesem Zeitpunkt regierenden katholischen Kurfürsten Johann Wilhelm stärkte. Dies führte am 26. Oktober 1698 zum Erlass des Simultaneum. Danach waren die Katholiken berechtigt alle reformierten Einrichtungen wie Kirchen, Schulen und Friedhöfe mitzunutzen, während dies umgekehrt nicht erlaubt wurde. Weiterhin wurde die bis dahin selbständige reformierte Kirchenverwaltung dem Landesherren unterstellt. Erst auf Betreiben Preußens kam es 1705 zur sogenannten Pfälzische Kirchenteilung in der das Simultanum rückgängig gemacht wurde und die Kirchen im Land wurden mitsamt Pfarrhäusern und Schulen zwischen den Reformierten und den Katholiken im Verhältnis fünf zu zwei aufgeteilt. Sonderregelungen gab es für die drei Hauptstädte Heidelberg, Mannheim und Frankenthal sowie die Oberamtsstädte Alzey, Kaiserslautern, Oppenheim, Bacharach und Weinheim. In den Städten mit zwei Kirchen sollte die eine den Protestanten und die andere den Katholiken zufallen; in den anderen, wo nur eine Kirche bestand, der Chor vom Langhaus durch eine Mauer geschieden, und jener den Katholiken, dieses den Protestanten eingeräumt werden. Den Lutheranern wurden nur jene Kirchen zugestanden, die sie im Jahr 1624 besaßen oder danach gebaut hatten.
Bis 1737 unterstand das „Amt Lindenfels“ dem Oberamt Heidelberg, danach wurde Lindenfels ein Oberamt. Die Gerichtsbarkeit und hoheitliche Verwaltung über Hornbach wurde durch die Zent Waldmichelbach des Oberamts Lindenfels der „Pfalzgrafschaft bei Rhein“ (im „Kurfürstentum Pfalzbayern“ ab 1777) ausgeübt.
Der Ort bestand 1784 aus 9 Häusern mit 23 Familien und 102 „Seelen“ und die Gemarkung hatte 321 Morgen Äckern, 75 Morgen Wiesen, 8 Morgen Gärten und 261 Morgen Wald. Den Zehnten bezog der Freiherr Wambold von Umstatt.
Daneben gab es 800 Morgen Wald der gemeinschaftlich durch die Zent Wald-Michelbach genutzt wurde. Es gab einen Kurfürstlichen Förster, der sowohl über diese, als auch über alle anderen Waldungen der „Zent Wald-Michelbach“ und der „Zent Hammelbach“ die Aufsicht hatte.

### Vom 19. Jahrhundert bis heute
Das ausgehende 18. und beginnende 19. Jahrhundert brachte Europa weitreichende Änderungen. Als Folge der Napoleonischen Kriege wurde bereits 1797 das „Linke Rheinufer“ und damit der linksrheinische Teil der Kurpfalz durch Frankreich annektiert. In der letzten Sitzung des Immerwährenden Reichstags in Regensburg wurde im Februar 1803 der Reichsdeputationshauptschluss verabschiedet, der die Bestimmungen des Friedens von Luneville umsetzte, und die territorialen Verhältnisse im Heiligen Römischen Reich (Deutscher Nation) neu regelte.
Er verfügte die Auflösung der Kurpfalz und wies das Gebiet des Oberamts Lindenfels der Landgrafschaft Hessen-Darmstadt als Ausgleich für verlorene linksrheinische Gebiete zu.
Dort wurde das „Oberamt Lindenfels“ vorerst als hessische Amtsvogtei weitergeführt.
Unter Druck Napoleons wurde 1806 der Rheinbund gegründet, dies geschah mit dem gleichzeitigen Reichsaustritt der Mitgliedsterritorien.
Dies führte am 6. August 1806 zur Niederlegung der Reichskrone, womit das alte Reich aufhörte zu bestehen.
Am 14. August 1806 wurde die Landgrafschaft Hessen-Darmstadt, gegen Stellung hoher Militärkontingente an Frankreich und den Beitritt zum Rheinbund, von Napoleon zum Großherzogtum Hessen erhoben, anderenfalls drohte er mit Invasion.
Im Großherzogtum wurde der Amtsbereich des „Amts Lindenfels“ 1812 aufgeteilt und Hornbach dem „Amt Waldmichelbach“ zugewiesen. Die Übergeordnete Verwaltungsbehörde war der „Regierungsbezirk Darmstadt“ der ab 1803 auch als „Fürstentum Starkenburg“ bezeichnet wurde.
Nach der endgültigen Niederlage Napoléons regelte der Wiener Kongress 1814/15 auch die territorialen Verhältnisse für Hessen, daraufhin wurden 1816 im Großherzogtum Hessen Provinzen gebildet. Dabei wurde das vorher als „Fürstentum Starkenburg“ bezeichnete Gebiet, das aus den südlich des Mains gelegenen alten Hessischen und den ab 1803 hinzugekommenen rechtsrheinischen Territorien bestand, in „Provinz Starkenburg“ umbenannt.
1821 wurden im Rahmen einer umfassenden Verwaltungsreform die Amtsvogteien in den Provinzen Starkenburg und Oberhessen des Großherzogtum aufgelöst und Landratsbezirke eingeführt, wobei Hornbach zum Landratsbezirk Lindenfels kam. Im Rahmen dieser Reform wurden auch Landgerichte geschaffen, die jetzt unabhängig von der Verwaltung waren. Deren Gerichtsbezirke entsprachen in ihrem Umfang den Landratsbezirken. Für den Landratsbezirk Lindenfels war das Landgericht Fürth als Gericht erster Instanz zuständig. Diese Reform ordnete auch die Verwaltung auf Gemeindeebene neu. So war die Bürgermeisterei in Ober-Mumbach auch für Geisenbach, Hornbach, Reisen, Schimbach (heute Weiler der Gemeinde Birkenau) und Vöckelsbach, zuständig.
Entsprechend der Gemeindeverordnung vom 30. Juni 1821 gab es keine Einsetzungen von Schultheißen mehr, sondern einen gewählten Ortsvorstand, der sich aus Bürgermeister, Beigeordneten und Gemeinderat zusammensetzte.
1832 wurden die Verwaltungseinheiten weiter vergrößert und es wurden Kreise geschaffen. Nach der am 20. August 1832 bekanntgegebenen Neugliederung sollte es in Süd-Starkenburg künftig nur noch die Kreise Bensheim und Lindenfels geben; der Landratsbezirk von Heppenheim sollte in den Kreis Bensheim fallen. Noch vor dem Inkrafttreten der Verordnung zum 15. Oktober 1832 wurde diese aber dahingehend revidiert, dass statt des Kreises Lindenfels neben dem Kreis Bensheim der Kreis Heppenheim als zweiter Kreis gebildet wurde, zu dem jetzt Hornbach gehörte.
1842 wurde das Steuersystem im Großherzogtum reformiert und der Zehnte und die Grundrenten (Einnahmen aus Grundbesitz) wurden durch ein Steuersystem ersetzt, wie es in den Grundzügen heute noch existiert.
Infolge der Märzrevolution 1848 wurden mit dem „Gesetz über die Verhältnisse der Standesherren und adeligen Gerichtsherren“ vom 15. April 1848 die standesherrlichen Sonderrechte endgültig aufgehoben.
Darüber hinaus wurden in den Provinzen, die Kreise und die Landratsbezirke des Großherzogtums am 31. Juli 1848 abgeschafft und durch „Regierungsbezirke“ ersetzt, wobei die bisherigen Kreise Bensheim und Heppenheim zum Regierungsbezirk Heppenheim vereinigt wurden. Bereits vier Jahre später, im Laufe der Reaktionsära, kehrte man aber zur Einteilung in Kreise zurück und Hornbach wurde Teil des neu geschaffenen Kreises Lindenfels.
Die im Dezember 1852 aufgenommenen Bevölkerungs- und Katasterlisten ergaben für Hornbach: Lutherisches Filialdorf mit 246 Einwohnern. Die Gemarkung besteht aus 1001 Morgen, davon 456 Morgen Ackerland, 137 Morgen Wiesen und 399 Morgen Wald.
In den Statistiken des Großherzogtums Hessen werden, bezogen auf Dezember 1867, für das Filialdorf Hornbach mit der Bürgermeisterei in Reisen, 30 Häuser, 95 Einwohnern, der Kreis Lindenfels, das Landgericht Fürth, die evangelische reformierte Pfarrei Wald-Michelbach bzw. die lutherische Pfarrei Birkenau des Dekanats Lindenfels und die katholische Pfarrei Birkenau des Dekanats Heppenheim, angegeben.
Nachdem das Großherzogtum Hessen ab 1871 Teil des Deutschen Reiches war, wurden 1874 eine Reihe von Verwaltungsreformen beschlossen. So wurden die landesständige Geschäftsordnung sowie die Verwaltung der Kreise und Provinzen durch Kreis- und Provinzialtage geregelt. Die Neuregelung trat am 12. Juli 1874 in Kraft und verfügte auch die Auflösung der Kreise Lindenfels und Wimpfen und die Wiedereingliederung Hornbach in den Kreis Heppenheim.
Die hessischen Provinzen Starkenburg, Rheinhessen und Oberhessen wurden 1937 nach der 1936 erfolgten Auflösung der Provinzial- und Kreistage aufgehoben. Zum 1. November 1938 trat dann eine umfassende Gebietsreform auf Kreisebene in Kraft. In der ehemaligen Provinz Starkenburg war der Kreis Bensheim besonders betroffen, da er aufgelöst und zum größten Teil dem Kreis Heppenheim zugeschlagen wurde. Der Kreis Heppenheim übernahm auch die Rechtsnachfolge des Kreises Bensheim und erhielt den neuen Namen Landkreis Bergstraße.
Das Großherzogtum Hessen war von 1815 bis 1866 ein Mitgliedsstaat des Deutschen Bundes und danach ein Bundesstaat des Deutschen Reiches. Es bestand bis 1919, nach dem Ersten Weltkrieg wurde das Großherzogtum zum republikanisch verfassten Volksstaat Hessen. 1945 nach Ende des Zweiten Weltkriegs befand sich das Gebiet des heutigen Hessen in der amerikanischen Besatzungszone und durch Weisung der Militärregierung entstand Groß-Hessen, aus dem das Bundesland Hessen in seinen heutigen Grenzen hervorging.
Im Jahr 1961 wurde die Gemarkungsgröße mit 251 ha angegeben, davon waren 92 ha Wald.
Im Zuge der Gebietsreform in Hessen schloss sich die Gemeinde am 31. Dezember 1970, zeitgleich mit der Nachbargemeinde Reisen, der Gemeinde Birkenau an. Für Hornbach wurde ein Ortsbezirk mit Ortsbeirat und Ortsvorsteher nach der Hessischen Gemeindeordnung errichtet.

### Gerichtszugehörigkeit in Hessen
In der Landgrafschaft Hessen-Darmstadt wurde mit Ausführungsverordnung vom 9. Dezember 1803 das Gerichtswesen neu organisiert. Für das Fürstentum Starkenburg wurde das „Hofgericht Darmstadt“ eingerichtet. Es war für normale bürgerliche Streitsachen Gericht der zweiten Instanz, für standesherrliche Familienrechtssachen und Kriminalfälle die erste Instanz. Übergeordnet war das Oberappellationsgericht Darmstadt. Die Rechtsprechung der ersten Instanz wurde durch die Ämter bzw. Standesherren vorgenommen. Für Hornbach war damit das Amt Lindenfels zuständig.
Die Gerichtsbarkeit des Amtes Lindenfels ging 1813 an das neue Justizamt in Fürth über.
Mit Bildung der Landgerichte im Großherzogtum Hessen war ab 1821 das Landgericht Fürth das Gericht erster Instanz. Anlässlich der Einführung des Gerichtsverfassungsgesetzes mit Wirkung vom 1. Oktober 1879, infolge derer die bisherigen großherzoglich hessischen Landgerichte durch Amtsgerichte an gleicher Stelle ersetzt wurden, während die neu geschaffenen Landgerichte nun als Obergerichte fungierten, kam es zur Umbenennung in Amtsgericht Fürth und Zuteilung zum Bezirk des Landgerichts Darmstadt.

### Historische Beschreibungen
Im Versuch einer vollständigen Geographisch-Historischen Beschreibung der Kurfürstl. Pfalz am Rheine findet sich 1786 über Hornbach:

„Hornbach. Gränzet gegen Ost an das Wamboldische Dorf Rorbach; gegen Süd an Kalstatt; gegen West an Birkenau, beide Ritterschaftlich; gegen Norden an die vorgemeldete Orte Reissen und Mumbach. Es gehörte anfänglich zu den Stralenbergischen Besitzungen; hernach gaben die Pfalzgrafen die Vogtei darüber dem Geschlechte von Erlikheim zu Mannlehen, wovon sogar ein Zweig desselben den Beinamen führte.
Diese Vogtei und andere dazu gehörigen Lehenstücke hatten in folgenden Zeiten allerlei Schicksale, bis solche im Jahr 1700 dem Freiherrn von Hundheim von neuem zu Lehen gegeben worden. In der Gemarkung entspringt die Hornbach, nimmt die such darin zusammen rinnende Albers- und Sprengelbächlein auf, und ergieset sich bei Birkenau in die Weschniz.“

Die Statistisch-topographisch-historische Beschreibung des Großherzogthums Hessen berichtet 1829 über Hornbach:

„Hornbach (L. Bez. Lindenfels) luth. Filialdorf; liegt 3 St. von Lindenfels und hat 14 Häuser und 144 Einw., die bis auf 5 Reform. und 3 Kath. lutherisch sind. Unter den Einwohnern finden sich 12 Bauern und 6 Handwerker. Dieser Ort gehörte anfangs zu den Besitzungen der Herrn von Strahlenberg. Später aber gaben die Pfalzgrafen die Vogtei der Familie von Erlikheim zu Mannlehen, und ein Zweig dieses Geschlechts führte sogar den Beinamen davon. Nach mancherlei Schicksalen wurde endlich 1700 die Vogtei dem Freiherrn von Hundheim von Neuem zu Leben gegeben. Im Jahr 1802 kam der Ort von Churpfalz an Hessen.“

Im Neuestes und gründlichstes alphabetisches Lexicon der sämmtlichen Ortschaften der deutschen Bundesstaaten von 1845 heißt es:

„Hornbach bei Lindenfels. – Dorf, zur evangelischen Pfarrei Birkenau gehörig. – 14 H. 144 E. – Großherz. Hessen. – Provinz Starkenburg. –
Kreis Heppenheim. – Landger. Fürth. – Hofgericht Darmstadt. – Das Dorf Hornbach ist im J. 1802 von Churpfalz an Hessen abgetreten worden.“

### Verwaltungsgeschichte im Überblick
Die folgende Liste zeigt die Staaten und Verwaltungseinheiten, denen Hornbach angehört(e):
- vor 1737: Heiliges Römisches Reich, Pfalzgrafschaft bei Rhein, Oberamt Heidelberg, Amt Lindenfels Zent Waldmichelbach
- ab 1737: Heiliges Römisches Reich, Pfalzgrafschaft bei Rhein, Oberamt Lindenfels, Zent Waldmichelbach
- ab 1777: Heiliges Römisches Reich, Kurfürstentum Pfalzbayern, Pfalzgrafschaft bei Rhein, Oberamt Lindenfels, Zent Waldmichelbach
- ab 1803: Heiliges Römisches Reich, Landgrafschaft Hessen-Darmstadt,[Anm. 2] Fürstentum Starkenburg, Amt Lindenfels
- ab 1806: Großherzogtum Hessen,[Anm. 3] Fürstentum Starkenburg, Amt Lindenfels[24]
- ab 1812: Großherzogtum Hessen, Fürstentum Starkenburg, Amt Waldmichelbach
- ab 1815: Großherzogtum Hessen[Anm. 4], Provinz Starkenburg, Amt Waldmichelbach
- ab 1821: Großherzogtum Hessen, Provinz Starkenburg, Landratsbezirk Lindenfels[Anm. 5]
- ab 1832: Großherzogtum Hessen, Provinz Starkenburg, Kreis Heppenheim
- ab 1848: Großherzogtum Hessen, Regierungsbezirk Heppenheim
- ab 1852: Großherzogtum Hessen, Provinz Starkenburg, Kreis Lindenfels
- ab 1871: Deutsches Reich,[Anm. 6] Großherzogtum Hessen, Provinz Starkenburg, Kreis Lindenfels
- ab 1874: Deutsches Reich, Großherzogtum Hessen, Provinz Starkenburg, Kreis Heppenheim
- ab 1918: Deutsches Reich, Volksstaat Hessen, Provinz Starkenburg, Kreis Heppenheim
- ab 1938: Deutsches Reich, Volksstaat Hessen,[Anm. 7] Landkreis Bergstraße[25][Anm. 8]
- ab 1945: Amerikanische Besatzungszone,[Anm. 9] Groß-Hessen, Regierungsbezirk Darmstadt, Landkreis Bergstraße
- ab 1946: Amerikanische Besatzungszone, Hessen, Regierungsbezirk Darmstadt, Landkreis Bergstraße
- ab 1949: Bundesrepublik Deutschland, Hessen, Regierungsbezirk Darmstadt, Landkreis Bergstraße
- ab 1971: Bundesrepublik Deutschland, Hessen, Regierungsbezirk Darmstadt, Landkreis Bergstraße, Gemeinde Birkenau[Anm. 10]

## Bevölkerung

### Einwohnerstruktur 2011
Nach den Erhebungen des Zensus 2011 lebten am Stichtag dem 9. Mai 2011 in Hornbach 630 Einwohner. Darunter waren 12 (1,9 %) Ausländer. Nach dem Lebensalter waren 214 Einwohner unter 18 Jahren, 249 waren zwischen 18 und 49, 123 zwischen 50 und 64 und 231 Einwohner waren älter. Die Einwohner lebten in 276 Haushalten. Davon waren 75 Singlehaushalte, 81 Paare ohne Kinder und 93 Paare mit Kindern, sowie 18 Alleinerziehende und 9 Wohngemeinschaften. In 54 Haushalten lebten ausschließlich Senioren und in 180 Haushaltungen lebten keine Senioren.

### Einwohnerentwicklung
- 1613: 5 Hausgesesse, Leibeigene: 4 Männer und 4 Frauen[1]:
- 1784: 102 Seelen, 9 Häusern mit 23 Familien[5]
- 1806: 98 Einwohner[24]
- 1829: 144 Einwohner, 14 Häuser[20]
- 1867: 195 Einwohner, 30 Häuser[13]

| Hornbach: Einwohnerzahlen von 1784 bis 2018 | Hornbach: Einwohnerzahlen von 1784 bis 2018 | Hornbach: Einwohnerzahlen von 1784 bis 2018 | Hornbach: Einwohnerzahlen von 1784 bis 2018 | Hornbach: Einwohnerzahlen von 1784 bis 2018 |
| --- | ------------------------------------------- | ------------------------------------------- | ------------------------------------------- | ------------------------------------------- |
| Jahr |                                             |                                             |                                             | Einwohner                                   |
| 1784 | 1784                                        |                                             | 100                                         | 100                                         |
| 1806 | 1806                                        |                                             | 98                                          | 98                                          |
| 1829 | 1829                                        |                                             | 144                                         | 144                                         |
| 1834 | 1834                                        |                                             | 170                                         | 170                                         |
| 1840 | 1840                                        |                                             | 177                                         | 177                                         |
| 1846 | 1846                                        |                                             | 233                                         | 233                                         |
| 1852 | 1852                                        |                                             | 246                                         | 246                                         |
| 1858 | 1858                                        |                                             | 199                                         | 199                                         |
| 1864 | 1864                                        |                                             | 197                                         | 197                                         |
| 1871 | 1871                                        |                                             | 204                                         | 204                                         |
| 1875 | 1875                                        |                                             | 189                                         | 189                                         |
| 1885 | 1885                                        |                                             | 188                                         | 188                                         |
| 1895 | 1895                                        |                                             | 203                                         | 203                                         |
| 1905 | 1905                                        |                                             | 187                                         | 187                                         |
| 1910 | 1910                                        |                                             | 218                                         | 218                                         |
| 1925 | 1925                                        |                                             | 197                                         | 197                                         |
| 1939 | 1939                                        |                                             | 214                                         | 214                                         |
| 1946 | 1946                                        |                                             | 317                                         | 317                                         |
| 1950 | 1950                                        |                                             | 329                                         | 329                                         |
| 1956 | 1956                                        |                                             | 284                                         | 284                                         |
| 1961 | 1961                                        |                                             | 329                                         | 329                                         |
| 1967 | 1967                                        |                                             | 459                                         | 459                                         |
| 1970 | 1970                                        |                                             | 507                                         | 507                                         |
| 1980 | 1980                                        |                                             | ?                                           | ?                                           |
| 1990 | 1990                                        |                                             | ?                                           | ?                                           |
| 2000 | 2000                                        |                                             | ?                                           | ?                                           |
| 2005 | 2005                                        |                                             | 643                                         | 643                                         |
| 2011 | 2011                                        |                                             | 630                                         | 630                                         |
| 2015 | 2015                                        |                                             | 612                                         | 612                                         |
| 2018 | 2018                                        |                                             | 614                                         | 614                                         |
| Datenquelle: Historisches Gemeindeverzeichnis für Hessen: Die Bevölkerung der Gemeinden 1834 bis 1967. Wiesbaden: Hessisches Statistisches Landesamt, 1968. Weitere Quellen: LAGIS:; Gemeinde Birkenauf; Zensus 2011 |                                             |                                             |                                             |                                             |

### Historische Religionszugehörigkeit
Im Jahr 1961 wurden 254 evangelische (77,20 %) und 69 katholische (20,97 %) Christen gezählt.

## Politik
Ortsbeirat
- SPD: 4
- FDP: 2
- CDU: 1

Für Hornbach besteht ein Ortsbezirk (Gebiete der ehemaligen Gemeinde Hornbach) mit Ortsbeirat und Ortsvorsteher, nach Maßgabe der §§ 81 und 82 HGO und des Kommunalwahlgesetzes in der jeweils gültigen Fassung gebildet. Der Ortsbeirat besteht aus sieben Mitgliedern. Bei den Kommunalwahlen in Hessen 2021 betrug die Wahlbeteiligung zum Ortsbeirat Hornbach 69,25 %. Es wurden gewählte: vier Mitglieder der SPD, ein Mitglieder der CDU und zwei Mitglied der FDP. Der Ortsbeirat wählte Volker Schneider (SPD) zum Ortsvorsteher.

## Verkehr
Für den Straßenverkehr aus Richtung Birkenau ist Hornbach durch die Kreisstraße K 13  erschlossen, die der Länge nach durch den Ort führt und dann endet.